# Kaden Stone
Kaden Stone es un deportista estadounidense que compite en ciclismo en la modalidad de BMX estilo libre. Consiguió dos medallas de plata en los X Games, en los años 2023 y 2025.

## Medallero internacional
| \| X Games de Verano \| X Games de Verano \| X Games de Verano \| X Games de Verano \| \| Año \| Lugar \| Medalla \| Prueba \| \| ----------------- \| ------------------------------- \| ----------------- \| ------------------ \| \| 2023 \| California (Estados Unidos) \| Medalla de plata \| Dirt – Mejor truco \| \| 2025 \| Salt Lake City (Estados Unidos) \| Medalla de plata \| Dirt – Mejor truco \| |                                 |                  |                    |
| X Games de Verano |                                 |                  |                    |
| Año | Lugar                           | Medalla          | Prueba             |
| 2023 | California (Estados Unidos)     | Medalla de plata | Dirt – Mejor truco |
| 2025 | Salt Lake City (Estados Unidos) | Medalla de plata | Dirt – Mejor truco |